# Paul K. Anderson
Paul Knight Anderson (* 6. August 1927 in Ludlow, Massachusetts; † 23. Juni 2014 in Cochrane, Alberta, Kanada) war ein US-amerikanischer Mammaloge und Hochschullehrer.

## Leben
Anderson wurde während seines Grundstudiums an der University of California, Berkeley, in die United States Army eingezogen und verbrachte 18 Monate als medizinischer Labortechniker in Deutschland. 1949 erhielt er von der Cornell University den Bachelor of Arts und 1951 mit der Arbeit Studies in the ecology of Microhyla carolinensis den Master-Abschluss an der Tulane University. 1958 wurde er mit der Dissertation Ecology and evolution in island populations of salamanders zum Ph.D. an der University of California, Berkeley, promoviert. Nach einem Lehrauftrag von 1958 bis 1959 in Berkeley und einem zweijährigen Postdoc-Stipendium an der Columbia University nahm Anderson 1961 eine Stelle an der University of Calgary an, wo er bis 1965 als Assistant Professor tätig war. Von 1965 bis 1967 war er Lehrbeauftragter und stellvertretender Dekan im Fachbereich Kunst und Wissenschaft der University of Calgary. 1967 arbeitete er als Austauschwissenschaftler in der Sowjetunion. Von 1967 bis 1968 war er leitender wissenschaftlicher Mitarbeiter beim National Research Council of Canada. Von 1967 bis 1968 war er Gastprofessor an der Stanford University. 1968 wurde Anderson zum außerordentlichen Professor und später zum ordentlichen Professor an der University of Calgary befördert. 1974 ging er als Forschungsbeauftragter nach Australien, wo er bis 1975 an James Cook University sowie von 1981 bis 1982 an der University of Western Australia tätig war. 1984 trat er als emeritierter Professor in den Ruhestand. 
Anderson war Mitglied der American Society of Mammalogists, der American Society of Ichthyologists and Herpetologists sowie der Society for Marine Mammalogy. Er studierte die Populationsstruktur, die Dynamik und die Evolution bei Wirbeltierpopulationen, insbesondere bei Nagetieren sowie das Verhalten und die Ökologie von Dugongs, über die er 1977 in Zusammenarbeit mit  	George Heinsohn und Helene Marsh das Buch The Dugong veröffentlichte.
1957 heiratete Anderson Florence H. Gustafson und 1968 in zweiter Ehe seine Verlobte Donna. Er hatte einen Sohn und eine Tochter. Im Juni 2014 starb er im Alter von 86 Jahren im Seniorenheim Bethany Cochrane an den Folgen der Alzheimer-Krankheit.